# Церковь Благовещения Пресвятой Богородицы (Благовещенье)
Церковь Благовещения Пресвятой Богородицы (Благовещенская церковь) — православный храм Наро-Фоминского благочиния Московской епархии, расположенный в деревне Благовещенье Наро-Фоминского района Московской области. 

## История

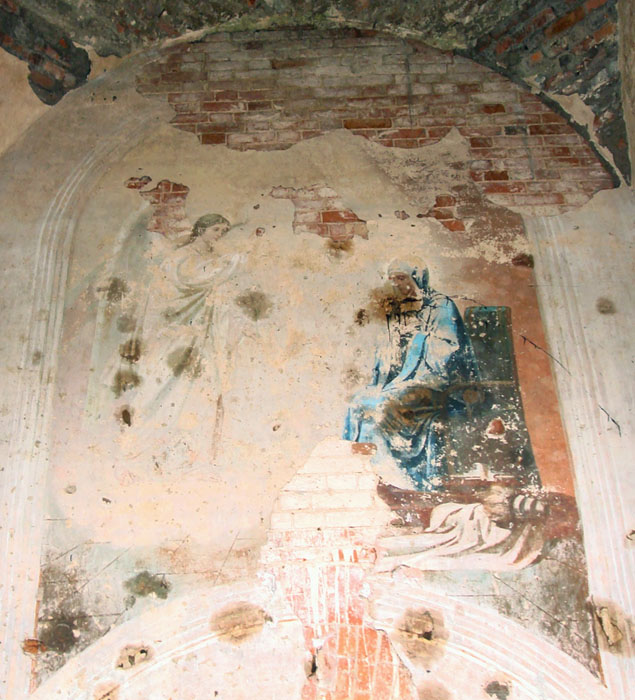
Остатки фрески в церкви

Построен в 1896—1900 годах по проекту архитектора Александра Никифорова
Первые упоминания о Благовещенской церкви в дворцовом селе Благовещенском Вышегородской волости Верейского уезда относятся к XVI веку. В смутное время храм был уничтожен и был возобновлен, по благословению Патриарха Иоакима, в 1686 году. В 1744 году, на средства прихожан, возведён новый, деревянный храм (с приделом святителя Николая), который сгорел в пожаре 1845 года. В 1860 году на месте храма прихожанами была возведена деревянная часовня, приписанный к Никольской церкви села Субботино.
Строительство нового храма было осуществлено уроженцами села братьями Наумовыми, по проекту московского архитектора Никифорова, в 1896—1900 годах. Кирпичная трехпрестольнная церковь, в русском стиле, в честь Благовещения Пресвятой Богородицы с приделами святителя Николая и священномученика Евфимия Сардийского была освящена 10 июля 1900 года. В 1940 году церковь закрыли, в 1999 году возвращена верующим.